# Designer Outlet Center Sosnowiec
Designer Outlet Sosnowiec – handlowe centrum outletowe zlokalizowane w Sosnowcu przy ul. Orląt Lwowskich 138, w dzielnicy Jęzor, tuż przy granicy z Jaworznem. 
Galeria skupia sklepy outlet prowadzące wyprzedaże przez cały rok kolekcji minionych znanych marek: Guess, Calvin Klein, Levi's, Desigual, Tommy Hilfiger, Ecco, Ryłko, Wittchen, Nike, Adidas, Puma, New Balance, Salomon, Umbro, W.Kruk, Apart.
Centrum mieści ponad 120 sklepów z markami modowymi, sportowymi i lifestylowymi na 17 000 m² powierzchni handlowej; posiada parking o powierzchni 11 450 m², mogący pomieścić ponad 1 800 samochodów. 
Budynek centrum handlowego wyróżnia się architekturą nawiązującą do XIX-wiecznych wiktoriańskich uliczek z elementami architektury kolejowej. Wnętrze zdobią stylizowane latarnie, kinkiety oraz kolorowe witryny sklepowe.

## Historia
Centrum zostało otwarte w 2005 roku jako Fashion House Outlet Centre Sosnowiec. W 2009 centrum przeszło pierwszą rozbudowę o o 7000 mkw powierzchni najmu, gdzie znalazło się 50 dodatkowych sklepów. W sierpniu 2010 fundusz Polonia Property Fund II kupił od The Outlet Company, spółki z grupy Liebrecht & wooD, II fazę obiektu.
W 2017 roku przeszło rebranding i modernizację, zmieniając nazwę na Designer Outlet Sosnowiec. Zmienił się także właściciel, którym została spółka Deutsche Asset Managment będąca częścią grupy Deutsche Bank. Wraz z sosnowieckim centrum przejęła również pozostałe dwa sklepy Fashion House w Warszawie i Gdańsku. Zarządcą obiektu została firma ROS Retail Outlet Shopping.
W 2021 nastąpiła rozbudowa parkingu o 600 miejsc postojowych a także przebudowa infrastruktury zewnętrznej, odnowienie fasady budynku, wprowadzenie strefy chill-out oraz nowej zieleni: ponad 23 tysiące posadzonych roślin. Strefę chill-out stanowi przebudowane szerokie molo o powierzchni aż 415,65 mkw. ulokowane na przeprojektowanym oczku wodnym, wokół którego powstała botaniczna ścieżka edukacyjna z opisem znajdującej się wokół zieleni: dziesięć tablic ustawionych na odcinku 100 metrów, które można zobaczyć na trasie spaceru, opisuje znajdującą się wokół roślinność: gatunki kwiatów, krzewów oraz drzew. 

## Komunikacja
Centrum handlowe znajduje się w bezpośrednim sąsiedztwie skrzyżowania  drogi ekspresowej S1 i drogi krajowej 74. Z centrum handlowym sąsiaduje przystanek kolejowy Sosnowiec Jęzor Południowy obsługując połączenia Kraków—Katowice przez Mysłowice.  Obsługę komunikacją publiczną zapewniają dwa przystanki Sosnowiec Jęzor Centrum Handlowe obsługiwane przez 4 linie PKM Jaworzno (A, E, J, S) i jedną linię Zarządu Transportu Metropolitalnego (26). 